# 御崎公園站

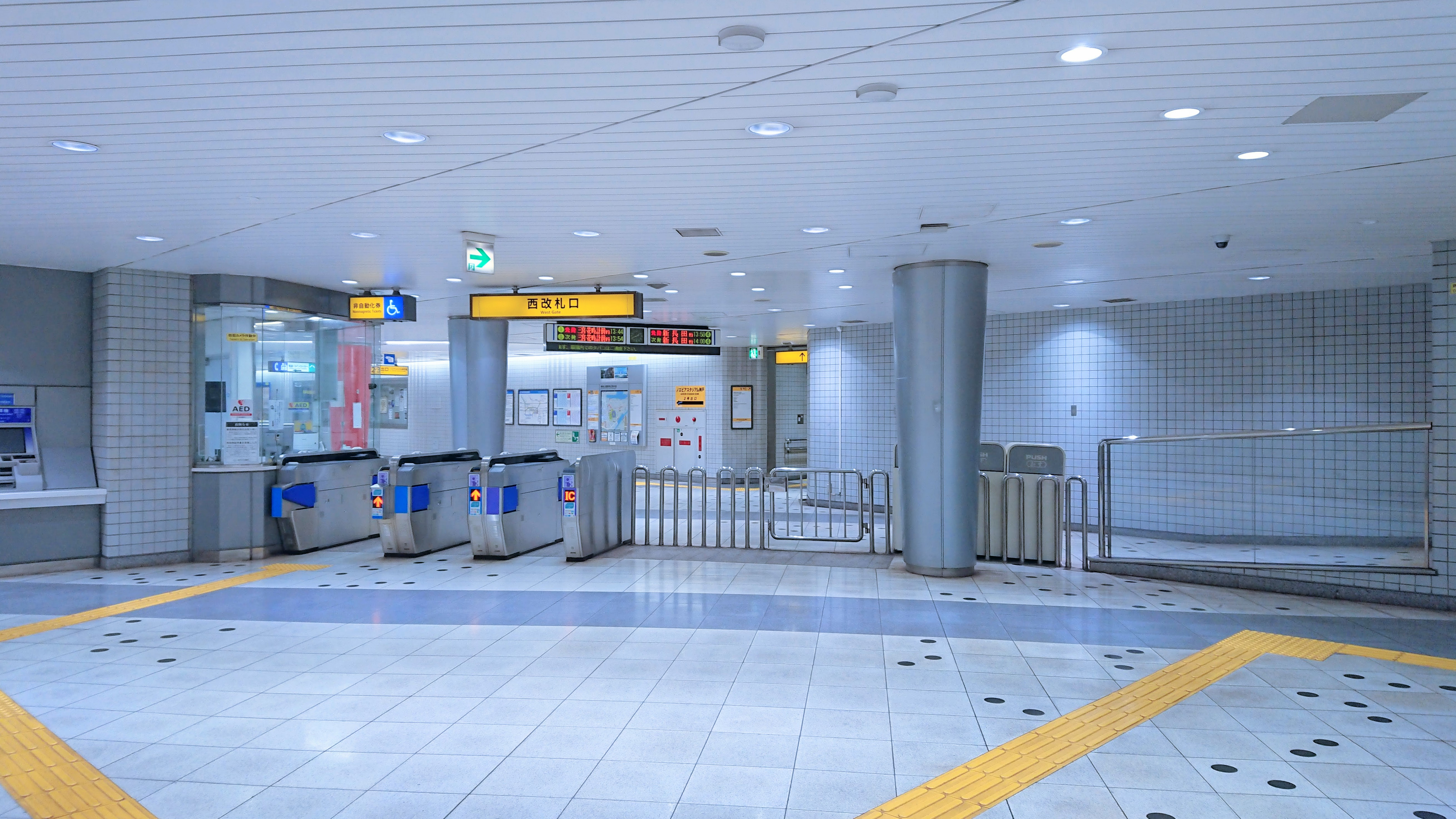
西閘口（閘內）

御崎公園站（日语：／ Misaki-Kōen eki */?）是一個位於日本兵庫縣神戶市兵庫區金平町一丁目，屬於神戶市營地下鐵海岸線的鐵路車站。車站編號是K07。
車站主題是「生動而面向公園的車站」（活き活きとした公園に面した駅）。

## 歷史
- 2001年（平成13年）7月7日：神戶市營地下鐵海岸線的三宮·花時計前站－新長田站間開通的同時開業。

## 車站結構

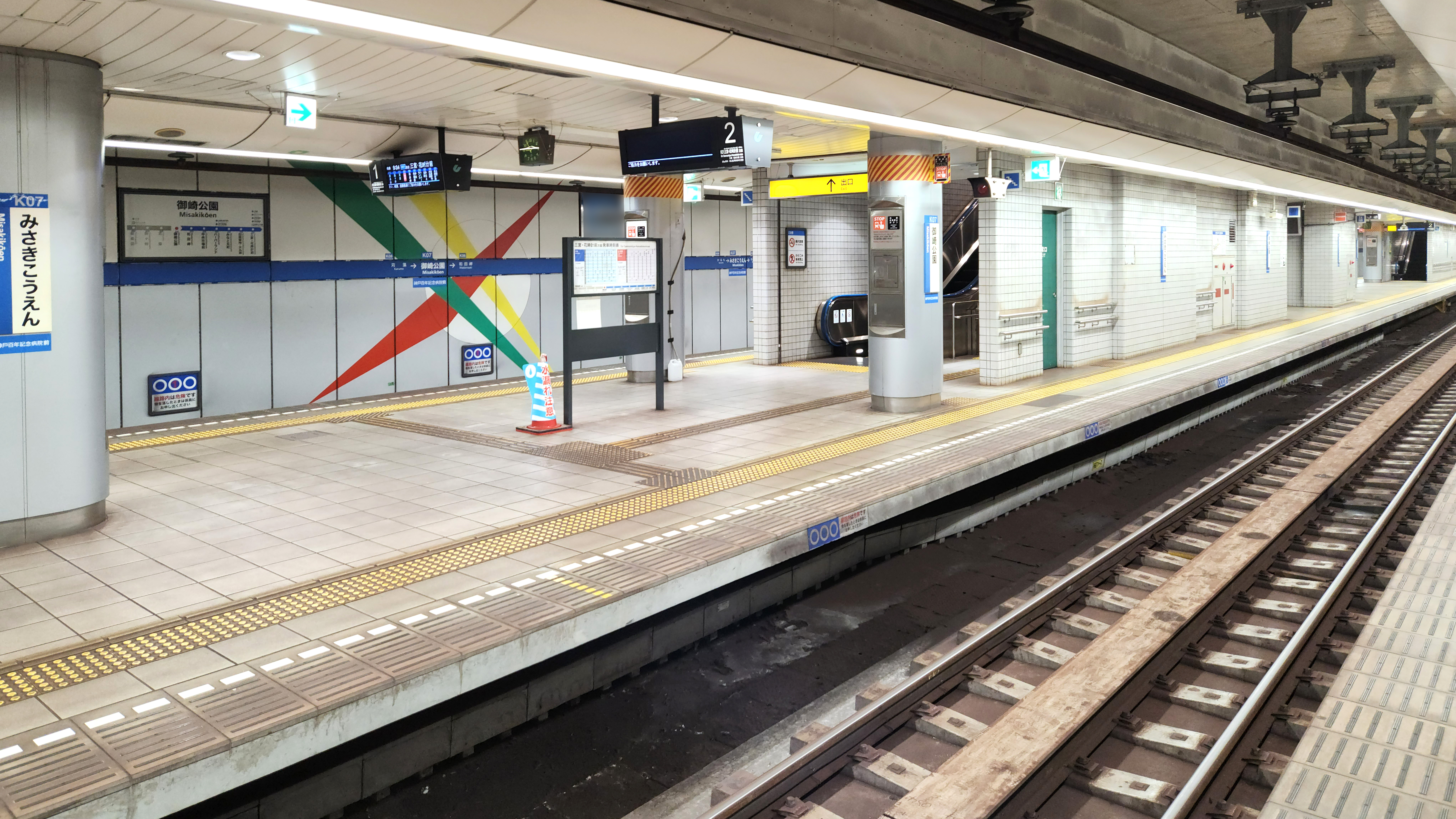
1號月台（2023年10月）

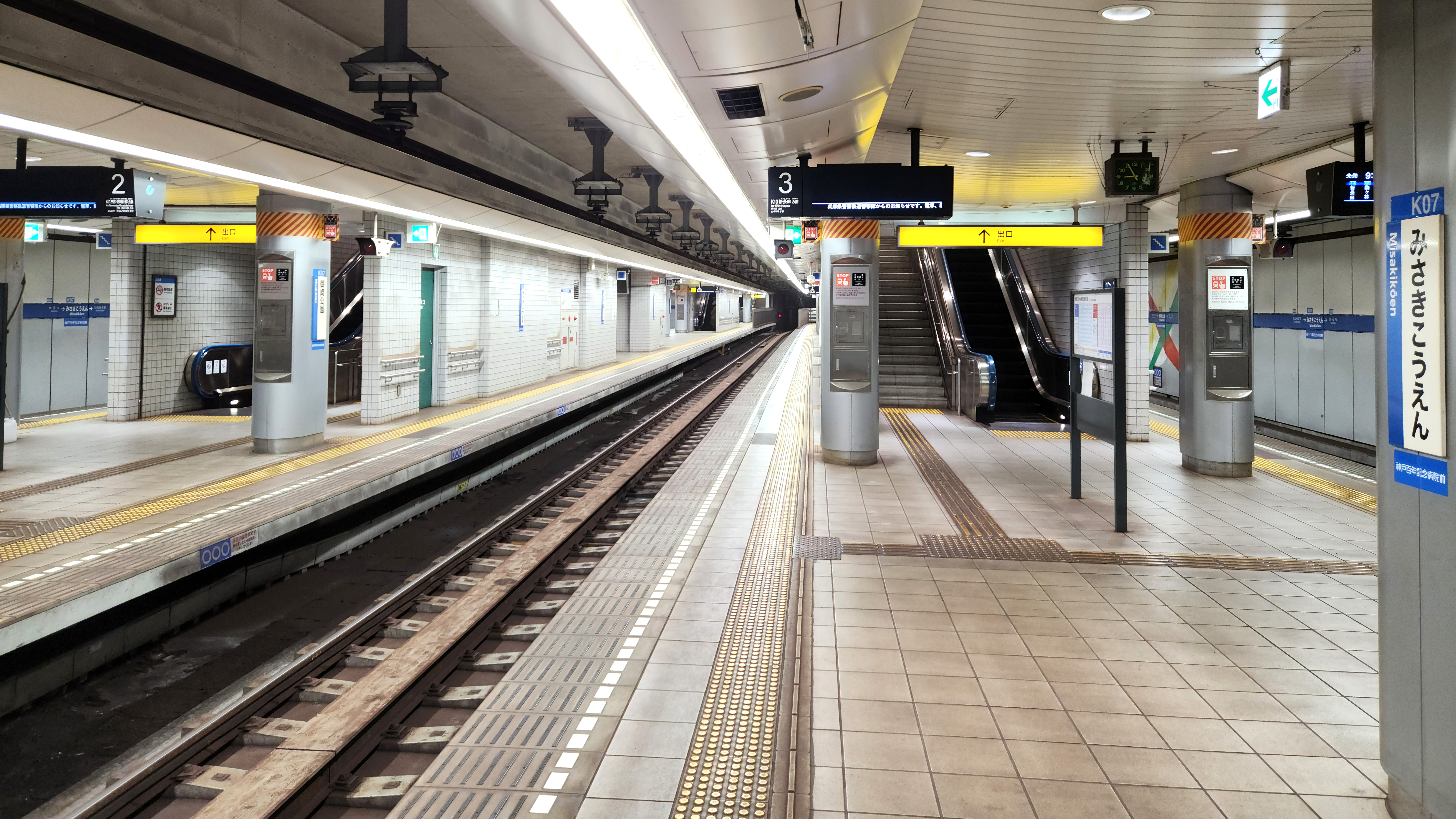
2、3號月台（2023年10月）

島式月台2面3線的地底車站。地下1樓設有大堂與閘口，地下2樓設有月台。地下2樓的月台可對應車庫的出入庫，是海岸線唯一的2面3線構造。中央的軌道在舉辦活動使用人數較多時可供兩側車輛乘車使用，也作夜間停泊之用。閘口有東閘口與西閘口，是海岸線唯一設有2個閘口的車站。兩個閘口之間在閘外以地下通道連繋，往地面的出口是1－3號。升降機設置於出口2，鄰近御崎公園球技場。

### 月台配置
| 月台 | 路線   | 目的地            | 備註           |
| ---- | ------ | ----------------- | -------------- |
| 1    | 海岸線 | 三宮·花時計前方向 |                |
| 2    | 海岸線 | 三宮·花時計前方向 | 只限一部分列車 |
| 3    | 海岸線 | 新長田方向        | 只限一部分列車 |
| 4    | 海岸線 | 新長田方向        |                |

## 使用情況
2016年度的1日平均上車人次為3,296人。海岸線當中次於和田岬站、新長田站、三宮·花時計前站、海港園地站排行第5位。
開業以後的1日平均上下、上車人次如下表。
| 年度               | 1日平均 上下車人次 | 1日平均 上車人次 |
| ------------------ | ------------------ | ---------------- |
| 2001年（平成13年） |                    | 1,908            |
| 2002年（平成14年） |                    | 2,410            |
| 2003年（平成15年） |                    | 2,909            |
| 2004年（平成16年） |                    | 2,874            |
| 2005年（平成17年） | 6,160              | 2,899            |
| 2006年（平成18年） |                    | 3,091            |
| 2007年（平成19年） |                    | 3,050            |
| 2008年（平成20年） |                    | 3,167            |
| 2009年（平成21年） |                    | 3,270            |
| 2010年（平成22年） |                    | 3,149            |
| 2011年（平成23年） |                    | 3,212            |
| 2012年（平成24年） |                    | 3,345            |
| 2013年（平成25年） |                    | 3,164            |
| 2014年（平成26年） |                    | 3,322            |
| 2015年（平成27年） |                    | 3,310            |
| 2016年（平成28年） |                    | 3,296            |

## 電影取景地
《大搜查線》的外傳電影《交渉人真下正義》在拍攝期間，本來要借用東京地下鐵的多個車站拍攝，但東京都交通局考慮到易讓人想起1995年發生的東京地鐵沙林毒氣事件而否決申請。劇組因此只能向日本全國多個地下鐵申請拍攝，其中片中虛構的「東陽線東陽町站」是在御崎公園站的月台取景拍攝。電影於2005年5月7日上映。

## 相鄰車站
神戶市營地下鐵
海岸線
和田岬（K06）－御崎公園（K07）－苅藻（K08）

## 外部連結
- 御崎公園站 （页面存档备份，存于） - 神戶市交通局